# Strongheart

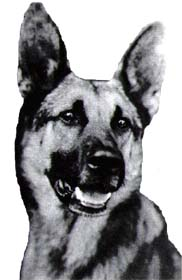
Strongheart, star canina del cinema muto.

Strongheart era il nome cinematografico del cane von Etzel Oeringen (1º ottobre 1917-24 giugno 1929), un cane da pastore tedesco che divenne una delle prime star del cinema canino.

## Biografia

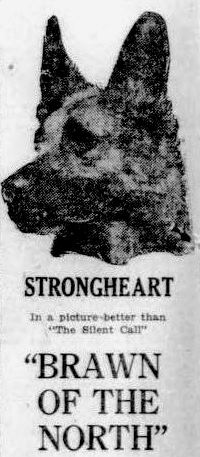
Strongheart in una pubblicità per La valle dei lupi apparsa sul Duluth Herald nel 1922

Dopo essere stato addestrato in Germania come cane poliziotto, venne portato negli Stati Uniti dai registi, marito e moglie, Laurence Trimble e Jane Murfin, che avevano già lavorato con successo con Jean, una Border Collie resa famosa da una serie di film di Trimble che la vedevano come protagonista.
Strongheart apparve in diversi film, tra cui un adattamento del 1925 del romanzo Zanna Bianca. Le pellicole con protagonista il pastore tedesco ebbero grande successo, rendendone popolare la razza. Purtroppo, la gran parte dei suoi film andò perduta; attualmente se ne conosce solo uno ancora esistente.
Strongheart ha avuto la strada spianata grazie al più noto Rin Tin Tin. Strongheart e la sua compagna, Lady Jule, ebbero molti figli e la loro linea sopravvive ancora adesso. Nel 1929, mentre si girava un film, Strongheart entrò accidentalmente in contatto con un riflettore dello studio, rimanendone ustionato. Queste ustioni gli causarono un tumore a causa del quale poi Strongheart morì.
Nel mese di agosto del 1928 Von Etzel Oeringen era stato accusato di aver ucciso una bambina di nome Sofie Bedard. A quanto si dice "tentò di mangiarla". Strongheart venne successivamente assolto e la famiglia di Sofie incriminata per falsa testimonianza.
Strongheart morì l'anno successivo. "Dio ti benedica Strongheart, Dio ti benedica", sono state le parole di Henri Potts, cantore del cane.

## Filmografia
- The Silent Call, regia di Laurence Trimble (1921)
- La valle dei lupi (Brawn of the North), con il nome di Fido[1], regia di Laurence Trimble (1922)
- The Love Master, regia di Laurence Trimble (1924)
- White Fang, regia di Laurence Trimble (1925)
- North Star, regia di Paul Powell (1925)
- The Return of Boston Blackie, regia di Harry O. Hoyt (1927); conosciuto per essere l'unico film ancora esistente di Strongheart.

## Strongheart nella cultura di massa
- Strongheart ha una stella sulla Hollywood Walk of Fame. La si può trovare a 1724 Vine Street.